# Copa Sudamericana 2010
La Copa Sudamericana 2010, denominada por motivos comerciales Copa Nissan Sudamericana 2010, fue la novena edición del torneo organizado por la Confederación Sudamericana de Fútbol, en la que participaron equipos de diez países: Argentina, Bolivia, Brasil, Chile, Colombia, Ecuador, Paraguay, Perú, Uruguay y Venezuela.
El sorteo de los enfrentamientos se desarrolló el 28 de abril de 2010 en Luque, Paraguay.
El campeón fue Independiente de Argentina, el “Rey de Copas”, que tras 15 años sin títulos internacionales superó en la definición por penales a Goiás. Como hecho particular, el conjunto brasileño disputó la final habiendo descendido semanas antes en su campeonato doméstico, e Independiente fue colista en el torneo argentino de ese semestre, algo sin precedentes en un torneo de Conmebol hasta ese entonces. Gracias al título, Independiente disputó la Recopa Sudamericana 2011 contra Internacional, ganador de la Copa Libertadores 2010, y la Copa Suruga Bank 2011 frente a Júbilo Iwata, vencedor de la Copa J. League 2010. Adicionalmente, clasificó directamente a los octavos de final de la Copa Sudamericana 2011. Además, y como novedad, disputó la primera fase de la Copa Libertadores 2011.

## Novedades
A partir de esta edición, las federaciones de Bolivia, Chile, Colombia, Ecuador, Paraguay, Perú, Uruguay y Venezuela tuvieron un cupo adicional, de forma tal que pasaron a clasificar 3 equipos por cada una de ellas. No se aumentaron las plazas para Argentina y Brasil, al ser las asociaciones con mayor cantidad de participantes, y a partir de esta edición dejó de invitarse a Boca Juniors y River Plate. Desde esta edición en adelante, el campeón obtuvo un cupo directo a la primera fase de la Copa Libertadores del año siguiente.

## Formato
El torneo se desarrolló plenamente bajo un formato de eliminación directa, donde cada equipo enfrentaba a su rival de turno en partidos de ida y vuelta. El último campeón accedió automáticamente a los octavos de final, mientras que los restantes 38 debieron disputar las dos fases clasificatorias. De allí salieron los últimos 15 clasificados a las fases finales, compuestas por los octavos de final, los cuartos de final, las semifinales y la final, en la que se declaró al campeón. Como criterios de desempate en caso de igualdad de puntos y diferencia de goles al finalizar los dos encuentros de una llave, hasta las semifinales inclusive, se aplicaron la regla del gol de visitante y los tiros desde el punto penal. En las finales, no rigió la reglamentación de los goles fuera de casa, y frente a la igualdad de puntos y goles, previo a la definición por penales, se disputó una prórroga de 30 minutos.
|                            |                            | Equipos que entran en esta fase | Equipos que provienen de la fase anterior    |
| -------------------------- | -------------------------- | --- | -------------------------------------------- |
| Primera fase (16 equipos)  | Primera fase (16 equipos)  | - 2 equipos de Bolivia, Chile, Colombia, Ecuador, Paraguay, Perú, Uruguay y Venezuela                                               |                                              |
| Segunda fase (30 equipos)  | Segunda fase (30 equipos)  | - 8 equipos de Brasil - 6 equipos de Argentina - 1 equipo de Bolivia, Chile, Colombia, Ecuador, Paraguay, Perú, Uruguay y Venezuela | - 8 equipos clasificados de la Primera fase  |
| Fases finales (16 equipos) | Fases finales (16 equipos) | - 1 equipo, campeón de la Copa Sudamericana 2009                                                                                    | - 15 equipos clasificados de la Segunda fase |

## Distribución cupos
| País                            | Cupos | fases finales | Segunda fase | Primera fase |
| ------------------------------- | ----- | ------------- | ------------ | ------------ |
| Brasil                          | 8     | –             | 8            | -            |
| Argentina                       | 6     | –             | 6            | -            |
| Bolivia                         | 3     | –             | 1            | 2            |
| Chile                           | 3     | –             | 1            | 2            |
| Colombia                        | 3     | –             | 1            | 2            |
| Ecuador                         | 3     | –             | 1            | 2            |
| Paraguay                        | 3     | –             | 1            | 2            |
| Perú                            | 3     | –             | 1            | 2            |
| Uruguay                         | 3     | –             | 1            | 2            |
| Venezuela                       | 3     | –             | 1            | 2            |
| Fase anterior                   | –     | 15            | 8            | –            |
| Campeón de la Copa Sudamericana | 1     | 1             | –            | –            |
| Total                           | 39    | 16            | 30           | 16           |

## Equipos participantes
En cursiva los equipos debutantes en el torneo.
| País                              | Equipo                                                                                       | Vía de clasificación |
| --------------------------------- | -------------------------------------------------------------------------------------------- | --- |
| Argentina 6 cupos                 | Banfield Argentinos Juniors Estudiantes (LP) Newell's Old Boys Independiente Vélez Sarsfield | Mejor equipo ubicado en la tabla de posiciones del Campeonato de Primera División 2009-10 2.º mejor equipo ubicado en la tabla de posiciones del Campeonato de Primera División 2009-10 3.º mejor equipo ubicado en la tabla de posiciones del Campeonato de Primera División 2009-10 4.º mejor equipo ubicado en la tabla de posiciones del Campeonato de Primera División 2009-10 5.º mejor equipo ubicado en la tabla de posiciones del Campeonato de Primera División 2009-10 6.º mejor equipo ubicado en la tabla de posiciones del Campeonato de Primera División 2009-10 |
| Bolivia 3 cupos                   | San José Oriente Petrolero Universitario de Sucre                                            | 3.º puesto del Torneo Apertura 2009 3.º puesto del Torneo Clausura 2009 Ganador del Hexagonal de perdedores del Torneo Apertura 2010 |
| Brasil 8 cupos                    | Palmeiras Avaí Atlético Mineiro Grêmio Goiás Grêmio Prudente Santos Vitória                  | 5.º puesto del Campeonato Brasileño de 2009 6.º puesto del Campeonato Brasileño de 2009 7.º puesto del Campeonato Brasileño de 2009 8.º puesto del Campeonato Brasileño de 2009 9.º puesto del Campeonato Brasileño de 2009 11.º puesto del Campeonato Brasileño de 2009 12.º puesto del Campeonato Brasileño de 2009 13.º puesto del Campeonato Brasileño de 2009 |
| Chile 3 cupos                     | Unión San Felipe Colo-Colo Universidad de Chile                                              | Campeón de la Copa Chile 2009 Ganador de la primera rueda del Campeonato de Primera División 2010 Ganador de la Definición Pre-Sudamericana 2010 |
| Colombia 3 cupos                  | Santa Fe Deportes Tolima Atlético Huila                                                      | Campeón de la Copa Colombia 2009 Mejor equipo ubicado en la Reclasificación 2009 no participante de la Copa Libertadores 2010 2.º mejor equipo ubicado en la Reclasificación 2009 no participante de la Copa Libertadores 2010 |
| Ecuador 3 cupos + campeón vigente | Liga de Quito Emelec Barcelona Deportivo Quito                                               | Campeón de la Copa Sudamericana 2009 Ganador de la primera etapa del Campeonato Ecuatoriano de 2010 3.º puesto de la primera etapa del Campeonato Ecuatoriano de 2010 4.º puesto de la primera etapa del Campeonato Ecuatoriano de 2010 |
| Paraguay 3 cupos                  | Cerro Porteño Olimpia Guaraní                                                                | Campeón en la temporada 2009 con mayor puntaje acumulado Mejor equipo ubicado en la tabla acumulada de la temporada 2009 no participante de la Copa Libertadores 2010 2.º mejor equipo ubicado en la tabla acumulada de la temporada 2009 no participante de la Copa Libertadores 2010 |
| Perú 3 cupos                      | Sport Huancayo Universidad San Martín Universidad César Vallejo                              | Mejor equipo ubicado en la tabla acumulada del Campeonato Descentralizado 2009 no participante de la Copa Libertadores 2010 2.º mejor equipo ubicado en la tabla acumulada del Campeonato Descentralizado 2009 no participante de la Copa Libertadores 2010 3.º mejor equipo ubicado en la tabla acumulada del Campeonato Descentralizado 2009 no participante de la Copa Libertadores 2010 |
| Uruguay 3 cupos                   | Peñarol River Plate Defensor Sporting                                                        | Campeón del Campeonato Uruguayo 2009-10 Mejor equipo ubicado en la tabla anual del Campeonato Uruguayo 2009-10 no participante de la Copa Libertadores 2011 2.º mejor equipo ubicado en la tabla anual del Campeonato Uruguayo 2009-10 no participante de la Copa Libertadores 2011 |
| Venezuela 3 cupos                 | Caracas Trujillanos Deportivo Lara                                                           | Campeón de la Primera División Venezolana 2009-10 y de la Copa Venezuela 2009 Subcampeón de la Copa Venezuela 2009 Mejor equipo ubicado en la tabla acumulada de la Primera División Venezolana 2009-10 no participante de la Copa Libertadores 2011 |

### Distribución geográfica de los equipos
Distribución geográfica de las sedes de los equipos participantes:

## Primera fase
Los dos últimos clasificados de Bolivia, Chile, Colombia, Ecuador, Paraguay, Perú, Uruguay y Venezuela fueron emparejados en ocho llaves. Los cruces fueron determinados de acuerdo con el país de procedencia de cada equipo, enfrentándose los cuadros de Bolivia con los de Chile, los de Paraguay con los de Uruguay, los de Colombia con los de Venezuela, y los de Ecuador con los de Perú. El segundo clasificado de un país enfrentó al tercero del otro, y viceversa. Los 8 ganadores avanzaron a la segunda fase.
| Fechas                         | Local en la ida             | Global | Local en la vuelta          | Ida | Vuelta | Llave     |
| ------------------------------ | --------------------------- | ------ | --------------------------- | --- | ------ | --------- |
| 17 y 25 de agosto              | (v.) Universitario de Sucre | 3:3    | Colo-Colo                   | 2:0 | 1:3    | Ganador A |
| 19 de agosto y 1 de septiembre | (v.) Guaraní                | 4:4    | River Plate                 | 2:0 | 2:4    | Ganador B |
| 12 y 24 de agosto              | Universidad César Vallejo   | 2:5    | Barcelona                   | 1:2 | 1:3    | Ganador C |
| 4 de agosto y 1 de septiembre  | Atlético Huila              | 5:2    | Trujillanos                 | 4:1 | 1:1    | Ganador D |
| 24 y 31 de agosto              | Universidad de Chile        | 2:3    | Oriente Petrolero           | 2:2 | 0:1    | Ganador E |
| 3 de agosto y 2 de septiembre  | Defensor Sporting           | 3:1    | Olimpia                     | 2:0 | 1:1    | Ganador F |
| 4 y 10 de agosto               | Deportivo Quito             | 4:4    | Universidad San Martín (v.) | 3:2 | 1:2    | Ganador G |
| 17 y 26 de agosto              | Deportivo Lara              | 2:4    | Santa Fe                    | 2:0 | 0:4    | Ganador H |

## Segunda fase
Por ser el campeón de la Copa Sudamericana 2009, Liga de Quito clasificó automáticamente a octavos de final como Octavo 8. Para determinar a los restantes 15 clasificados a las fases finales, se establecieron quince nuevas llaves. Los seis participantes de Argentina, por un lado, y los ocho de Brasil, por otro, conformaron siete de las llaves, determinadas según la plaza clasificatoria que ocupara cada equipo. En los otros ocho cruces, se enfrentaron el primer clasificado de una de las ocho federaciones restantes con uno de los ganadores de la primera fase. Los 15 ganadores avanzaron a los octavos de final.
| Fechas                          | Local en la ida        | Global       | Local en la vuelta | Ida | Vuelta | Llave     |
| ------------------------------- | ---------------------- | ------------ | ------------------ | --- | ------ | --------- |
| 7 y 22 de septiembre            | Atlético Huila         | 1:5          | San José           | 1:1 | 0:4    | Octavo 1  |
| 26 de agosto y 9 de septiembre  | Independiente          | 2:1          | Argentinos Juniors | 1:0 | 1:1    | Octavo 2  |
| 31 de agosto y 14 de septiembre | Barcelona              | 1:3          | Peñarol            | 0:1 | 1:2    | Octavo 3  |
| 11 y 19 de agosto               | Vitória                | 2:3          | Palmeiras          | 2:0 | 0:3    | Octavo 4  |
| 16 y 23 de septiembre           | Santa Fe               | 2:1          | Caracas            | 2:1 | 0:0    | Octavo 5  |
| 12 y 18 de agosto               | Santos                 | 2:3          | Avaí               | 1:3 | 1:0    | Octavo 6  |
| 14 y 21 de septiembre           | Oriente Petrolero      | 1:2          | Deportes Tolima    | 1:0 | 0:2    | Octavo 7  |
| 7 y 23 de septiembre            | Guaraní                | 2:2 (7:8 p.) | Unión San Felipe   | 1:1 | 1:1    | Octavo 9  |
| 2 y 15 de septiembre            | Vélez Sarsfield        | 1:2          | Banfield           | 0:1 | 1:1    | Octavo 10 |
| 15 y 23 de septiembre           | Universidad San Martín | 2:6          | Emelec             | 2:1 | 0:5    | Octavo 11 |
| 4 y 11 de agosto                | Grêmio Prudente        | 0:1          | Atlético Mineiro   | 0:0 | 0:1    | Octavo 12 |
| 9 y 21 de septiembre            | Universitario de Sucre | 3:2          | Cerro Porteño      | 1:0 | 2:2    | Octavo 13 |
| 5 y 12 de agosto                | Goiás                  | 3:1          | Grêmio             | 1:1 | 2:0    | Octavo 14 |
| 16 y 22 de septiembre           | Defensor Sporting      | 9:2          | Sport Huancayo     | 9:0 | 0:2    | Octavo 15 |
| 16 y 22 de septiembre           | Newell's Old Boys      | 2:1          | Estudiantes (LP)   | 1:0 | 1:1    | Octavo 16 |

## Fases finales
Las fases finales estuvieron compuestas por cuatro etapas: octavos de final, cuartos de final, semifinales y final. A los 15 ganadores de la primera fase se les sumó Liga de Quito de Ecuador, campeón de la Copa Sudamericana 2009. A los fines de establecer las llaves de los octavos de final, se tuvo en cuenta la denominación que se le asignó a cada equipo; en el caso de los cuadros que clasificaron desde la segunda fase, dicha denominación fue determinada por el nombre del cruce que ganaron en aquella instancia. De esa manera, el Octavo 1 enfrentó al Octavo 16, el 2 al 15, el 3 al 14, y así sucesivamente. Desde esta instancia inclusive en adelante, el equipo que ostentara menor número de orden que su rival de turno ejerció la localía en el partido de vuelta. En caso de que dos equipos de un mismo país alcanzaran la ronda de semifinales, se debía alterar, de ser necesario, el orden de las llaves para que ambos se enfrentaran en la mencionada instancia, a fin de evitar que puedan cruzarse en la final.

### Cuadro de desarrollo
|  | Octavos de final                  | Octavos de final                  | Octavos de final                  | Octavos de final                  | Octavos de final                  |   |       | Cuartos de final                 | Cuartos de final                 | Cuartos de final                 | Cuartos de final                 | Cuartos de final                 |  |   | Semifinales           | Semifinales           | Semifinales           | Semifinales           | Semifinales           |  |   | Final              | Final              | Final              | Final              | Final              |  |
|  | 28 de septiembre al 21 de octubre | 28 de septiembre al 21 de octubre | 28 de septiembre al 21 de octubre | 28 de septiembre al 21 de octubre | 28 de septiembre al 21 de octubre |   |       | 27 de octubre al 11 de noviembre | 27 de octubre al 11 de noviembre | 27 de octubre al 11 de noviembre | 27 de octubre al 11 de noviembre | 27 de octubre al 11 de noviembre |  |   | 17 al 25 de noviembre | 17 al 25 de noviembre | 17 al 25 de noviembre | 17 al 25 de noviembre | 17 al 25 de noviembre |  |   | 1 y 8 de diciembre | 1 y 8 de diciembre | 1 y 8 de diciembre | 1 y 8 de diciembre | 1 y 8 de diciembre |  |
|  |                                   |                                   |                                   |                                   |                                   |   |       |                                  |                                  |                                  |                                  |                                  |  |   |                       |                       |                       |                       |                       |  |   |                    |                    |                    |                    |                    |  |
|  |                                   |                                   |                                   |                                   |                                   |   |       |                                  |                                  |                                  |                                  |                                  |  |   |                       |                       |                       |                       |                       |  |   |                    |                    |                    |                    |                    |  |
|  | 1                                 | San José                          | 0                                 | 2                                 | 2                                 |   |       |                                  |                                  |                                  |                                  |                                  |  |   |                       |                       |                       |                       |                       |  |   |                    |                    |                    |                    |                    |  |
|  | 1                                 | San José                          | 0                                 | 2                                 | 2                                 |   |       |                                  |                                  |                                  |                                  |                                  |  |   |                       |                       |                       |                       |                       |  |   |                    |                    |                    |                    |                    |  |
|  | 16                                | Newell's Old Boys                 | 6                                 | 0                                 | 6                                 |   |       |                                  |                                  |                                  |                                  |                                  |  |   |                       |                       |                       |                       |                       |  |   |                    |                    |                    |                    |                    |  |
|  | 16                                | Newell's Old Boys                 | 6                                 | 0                                 | 6                                 |   | 16    | Newell's Old Boys                | 0                                | 0                                | 0                                |                                  |  |   |                       |                       |                       |                       |                       |  |   |                    |                    |                    |                    |                    |  |
|  |                                   |                                   |                                   |                                   |                                   |   | 16    | Newell's Old Boys                | 0                                | 0                                | 0                                |                                  |  |   |                       |                       |                       |                       |                       |  |   |                    |                    |                    |                    |                    |  |
|  |                                   |                                   | 8                                 | Liga de Quito                     | 0                                 | 1 | 1     |                                  |                                  |                                  |                                  |                                  |  |   |                       |                       |                       |                       |                       |  |   |                    |                    |                    |                    |                    |  |
|  | 8                                 | Liga de Quito                     | 8                                 | Liga de Quito                     | 0                                 | 1 | 1     | 2                                | 6                                | 8                                |                                  |                                  |  |   |                       |                       |                       |                       |                       |  |   |                    |                    |                    |                    |                    |  |
|  | 8                                 | Liga de Quito                     |                                   |                                   |                                   |   |       |                                  |                                  | 8                                |                                  |                                  |  |   |                       |                       |                       |                       |                       |  |   |                    |                    |                    |                    |                    |  |
|  | 9                                 | Unión San Felipe                  | 4                                 | 1                                 | 5                                 |   |       |                                  |                                  |                                  |                                  |                                  |  |   |                       |                       |                       |                       |                       |  |   |                    |                    |                    |                    |                    |  |
|  | 9                                 | Unión San Felipe                  | 4                                 | 1                                 | 5                                 |   |       |                                  |                                  |                                  |                                  |                                  |  | 8 | Liga de Quito         | 3                     | 1                     | 4                     |                       |  |   |                    |                    |                    |                    |                    |  |
|  |                                   |                                   |                                   |                                   |                                   |   |       |                                  |                                  |                                  |                                  |                                  |  | 8 | Liga de Quito         | 3                     | 1                     | 4                     |                       |  |   |                    |                    |                    |                    |                    |  |
|  |                                   |                                   | 2                                 | Independiente (v)                 | 2                                 | 2 | 4     |                                  |                                  |                                  |                                  |                                  |  |   |                       |                       |                       |                       |                       |  |   |                    |                    |                    |                    |                    |  |
|  | 2                                 | Independiente                     | 2                                 | Independiente (v)                 | 2                                 | 2 | 4     | 0                                | 4                                | 4                                |                                  |                                  |  |   |                       |                       |                       |                       |                       |  |   |                    |                    |                    |                    |                    |  |
|  | 2                                 | Independiente                     |                                   |                                   |                                   |   |       |                                  |                                  | 4                                |                                  |                                  |  |   |                       |                       |                       |                       |                       |  |   |                    |                    |                    |                    |                    |  |
|  | 15                                | Defensor Sporting                 | 1                                 | 2                                 | 3                                 |   |       |                                  |                                  |                                  |                                  |                                  |  |   |                       |                       |                       |                       |                       |  |   |                    |                    |                    |                    |                    |  |
|  | 15                                | Defensor Sporting                 | 1                                 | 2                                 | 3                                 |   | 2     | Independiente (v)                | 2                                | 0                                | 2                                |                                  |  |   |                       |                       |                       |                       |                       |  |   |                    |                    |                    |                    |                    |  |
|  |                                   |                                   |                                   |                                   |                                   |   | 2     | Independiente (v)                | 2                                | 0                                | 2                                |                                  |  |   |                       |                       |                       |                       |                       |  |   |                    |                    |                    |                    |                    |  |
|  |                                   |                                   | 7                                 | Deportes Tolima                   | 2                                 | 0 | 2     |                                  |                                  |                                  |                                  |                                  |  |   |                       |                       |                       |                       |                       |  |   |                    |                    |                    |                    |                    |  |
|  | 7                                 | Deportes Tolima                   | 7                                 | Deportes Tolima                   | 2                                 | 0 | 2     | 0                                | 3                                | 3                                |                                  |                                  |  |   |                       |                       |                       |                       |                       |  |   |                    |                    |                    |                    |                    |  |
|  | 7                                 | Deportes Tolima                   |                                   |                                   |                                   |   |       |                                  |                                  | 3                                |                                  |                                  |  |   |                       |                       |                       |                       |                       |  |   |                    |                    |                    |                    |                    |  |
|  | 10                                | Banfield                          | 2                                 | 0                                 | 2                                 |   |       |                                  |                                  |                                  |                                  |                                  |  |   |                       |                       |                       |                       |                       |  |   |                    |                    |                    |                    |                    |  |
|  | 10                                | Banfield                          | 2                                 | 0                                 | 2                                 |   |       |                                  |                                  |                                  |                                  |                                  |  |   |                       |                       |                       |                       |                       |  | 2 | Independiente (p)  | 0                  | 3                  | 3 (5)              |                    |  |
|  |                                   |                                   |                                   |                                   |                                   |   |       |                                  |                                  |                                  |                                  |                                  |  |   |                       |                       |                       |                       |                       |  | 2 | Independiente (p)  | 0                  | 3                  | 3 (5)              |                    |  |
|  |                                   |                                   | 14                                | Goiás                             | 2                                 | 1 | 3 (3) |                                  |                                  |                                  |                                  |                                  |  |   |                       |                       |                       |                       |                       |  |   |                    |                    |                    |                    |                    |  |
|  | 4                                 | Palmeiras                         | 14                                | Goiás                             | 2                                 | 1 | 3 (3) | 1                                | 3                                | 4                                |                                  |                                  |  |   |                       |                       |                       |                       |                       |  |   |                    |                    |                    |                    |                    |  |
|  | 4                                 | Palmeiras                         |                                   |                                   |                                   |   |       |                                  |                                  | 4                                |                                  |                                  |  |   |                       |                       |                       |                       |                       |  |   |                    |                    |                    |                    |                    |  |
|  | 13                                | Universitario de Sucre            | 0                                 | 1                                 | 1                                 |   |       |                                  |                                  |                                  |                                  |                                  |  |   |                       |                       |                       |                       |                       |  |   |                    |                    |                    |                    |                    |  |
|  | 13                                | Universitario de Sucre            | 0                                 | 1                                 | 1                                 |   | 4     | Palmeiras                        | 1                                | 2                                | 3                                |                                  |  |   |                       |                       |                       |                       |                       |  |   |                    |                    |                    |                    |                    |  |
|  |                                   |                                   |                                   |                                   |                                   |   | 4     | Palmeiras                        | 1                                | 2                                | 3                                |                                  |  |   |                       |                       |                       |                       |                       |  |   |                    |                    |                    |                    |                    |  |
|  |                                   |                                   | 12                                | Atlético Mineiro                  | 1                                 | 0 | 1     |                                  |                                  |                                  |                                  |                                  |  |   |                       |                       |                       |                       |                       |  |   |                    |                    |                    |                    |                    |  |
|  | 5                                 | Santa Fe                          | 12                                | Atlético Mineiro                  | 1                                 | 0 | 1     | 0                                | 1                                | 1                                |                                  |                                  |  |   |                       |                       |                       |                       |                       |  |   |                    |                    |                    |                    |                    |  |
|  | 5                                 | Santa Fe                          |                                   |                                   |                                   |   |       |                                  |                                  | 1                                |                                  |                                  |  |   |                       |                       |                       |                       |                       |  |   |                    |                    |                    |                    |                    |  |
|  | 12                                | Atlético Mineiro                  | 2                                 | 0                                 | 2                                 |   |       |                                  |                                  |                                  |                                  |                                  |  |   |                       |                       |                       |                       |                       |  |   |                    |                    |                    |                    |                    |  |
|  | 12                                | Atlético Mineiro                  | 2                                 | 0                                 | 2                                 |   |       |                                  |                                  |                                  |                                  |                                  |  | 4 | Palmeiras             | 1                     | 1                     | 2                     |                       |  |   |                    |                    |                    |                    |                    |  |
|  |                                   |                                   |                                   |                                   |                                   |   |       |                                  |                                  |                                  |                                  |                                  |  | 4 | Palmeiras             | 1                     | 1                     | 2                     |                       |  |   |                    |                    |                    |                    |                    |  |
|  |                                   |                                   | 14                                | Goiás (v)                         | 0                                 | 2 | 2     |                                  |                                  |                                  |                                  |                                  |  |   |                       |                       |                       |                       |                       |  |   |                    |                    |                    |                    |                    |  |
|  | 3                                 | Peñarol                           | 14                                | Goiás (v)                         | 0                                 | 2 | 2     | 0                                | 3                                | 3                                |                                  |                                  |  |   |                       |                       |                       |                       |                       |  |   |                    |                    |                    |                    |                    |  |
|  | 3                                 | Peñarol                           |                                   |                                   |                                   |   |       |                                  |                                  | 3                                |                                  |                                  |  |   |                       |                       |                       |                       |                       |  |   |                    |                    |                    |                    |                    |  |
|  | 14                                | Goiás (v)                         | 1                                 | 2                                 | 3                                 |   |       |                                  |                                  |                                  |                                  |                                  |  |   |                       |                       |                       |                       |                       |  |   |                    |                    |                    |                    |                    |  |
|  | 14                                | Goiás (v)                         | 1                                 | 2                                 | 3                                 |   | 14    | Goiás                            | 2                                | 1                                | 3                                |                                  |  |   |                       |                       |                       |                       |                       |  |   |                    |                    |                    |                    |                    |  |
|  |                                   |                                   |                                   |                                   |                                   |   | 14    | Goiás                            | 2                                | 1                                | 3                                |                                  |  |   |                       |                       |                       |                       |                       |  |   |                    |                    |                    |                    |                    |  |
|  |                                   |                                   | 6                                 | Avaí                              | 2                                 | 0 | 2     |                                  |                                  |                                  |                                  |                                  |  |   |                       |                       |                       |                       |                       |  |   |                    |                    |                    |                    |                    |  |
|  | 6                                 | Avaí                              | 6                                 | Avaí                              | 2                                 | 0 | 2     | 1                                | 3                                | 4                                |                                  |                                  |  |   |                       |                       |                       |                       |                       |  |   |                    |                    |                    |                    |                    |  |
|  | 6                                 | Avaí                              |                                   |                                   |                                   |   |       |                                  |                                  | 4                                |                                  |                                  |  |   |                       |                       |                       |                       |                       |  |   |                    |                    |                    |                    |                    |  |
|  | 11                                | Emelec                            | 2                                 | 1                                 | 3                                 |   |       |                                  |                                  |                                  |                                  |                                  |  |   |                       |                       |                       |                       |                       |  |   |                    |                    |                    |                    |                    |  |
|  | 11                                | Emelec                            | 2                                 | 1                                 | 3                                 |   |       |                                  |                                  |                                  |                                  |                                  |  |   |                       |                       |                       |                       |                       |  |   |                    |                    |                    |                    |                    |  |
|  |                                   |                                   |                                   |                                   |                                   |   |       |                                  |                                  |                                  |                                  |                                  |  |   |                       |                       |                       |                       |                       |  |   |                    |                    |                    |                    |                    |  |

- Nota: En cada llave, el equipo con la menor numeración es el que definió la serie como local.
- Nota 2: El Reglamento de la competición establece: En caso de que lleguen a semifinales dos clubes de la misma asociación, deberán enfrentarse en la instancia semifinal, teniendo que alterarse el orden establecido. Al haber arribado dos equipos brasileños a semifinales —Goiás y Palmeiras—, el cuadro debió alterarse de manera tal que ambos equipos tuvieron que enfrentarse en dicha instancia. Los otros dos cuadros semifinalistas —Independiente y Liga de Quito— se cruzaron en la otra llave.

### Octavos de final
| 6 de octubre de 2010, 21:15 (UTC-3) | Newell's Old Boys                                                         | 6:0 (3:0) | San José | Estadio Marcelo Bielsa, Rosario |                            |
|                                     | Schiavi 6', 35' · Formica 26', 61' · Estigarribia 60' · Salvatierra 90+2' |           |          | Árbitro(s): Martín Vázquez      | Árbitro(s): Martín Vázquez |

| 21 de octubre de 2010, 20:45 (UTC-4) | San José                  | 2:0 (1:0) | Newell's Old Boys | Estadio Jesús Bermúdez, Oruro |                               |
|                                      | Méndez 20' · Villalba 81' |           |                   | Árbitro(s): Giovanni Perluzzo | Árbitro(s): Giovanni Perluzzo |

| 12 de octubre de 2010, 20:15 (UTC-4) | Unión San Felipe                              | 4:2 (2:1) | Liga de Quito                | Estadio Santa Laura, Santiago |                           |
|                                      | Distéfano 25' · Vildozo 27', 67' · Toloza 85' |           | Barcos 35' (pen.) · Luna 61' | Árbitro(s): Rafael Furchi     | Árbitro(s): Rafael Furchi |

| 19 de octubre de 2010, 20:00 (UTC-5) | Liga de Quito                                                              | 6:1 (2:1) | Unión San Felipe | Estadio Casa Blanca, Quito |                           |
|                                      | Chila 20' · Barcos 27' (pen.), 73' · Guagua 51' · Luna 59' · Salgueiro 66' |           | Vildozo 38'      | Árbitro(s): Wilmar Roldán  | Árbitro(s): Wilmar Roldán |

| 14 de octubre de 2010, 20:15 (UTC-4) | Universitario de Sucre | 0:1 (0:1) | Palmeiras    | Estadio Olímpico Patria, Sucre |                             |
|                                      |                        |           | Assunção 27' | Árbitro(s): Víctor Carrillo    | Árbitro(s): Víctor Carrillo |

| 20 de octubre de 2010, 22:00 (UTC-3) | Palmeiras                          | 3:1 (2:0) | Universitario de Sucre | Arena Barueri, Barueri    |                           |
|                                      | Kléber 11' · Luan 27' · Danilo 68' |           | Cirillo 61'            | Árbitro(s): Antonio Arias | Árbitro(s): Antonio Arias |

| 13 de octubre de 2010, 22:00 (UTC-3) | Atlético Mineiro | 2:0 (1:0) | Santa Fe | Arena do Jacaré, Sete Lagoas |                           |
|                                      | Obina 29', 63'   |           |          | Árbitro(s): Carlos Torres    | Árbitro(s): Carlos Torres |

| 20 de octubre de 2010, 19:00 (UTC-5) | Santa Fe    | 1:0 (0:0) | Atlético Mineiro | Estadio El Campín, Bogotá |                         |
|                                      | Noguera 60' |           |                  | Árbitro(s): Carlos Vera   | Árbitro(s): Carlos Vera |

| 28 de septiembre de 2010, 21:15 (UTC-3) | Defensor Sporting  | 1:0 (0:0) | Independiente | Estadio Centenario, Montevideo |                           |
|                                         | Gracián 64' (a.g.) |           |               | Árbitro(s): Carlos Torres      | Árbitro(s): Carlos Torres |

| 19 de octubre de 2010, 19:20 (UTC-3) | Independiente                                         | 4:2 (3:1) | Defensor Sporting        | Estadio Libertadores de América, Avellaneda |                           |
|                                      | Silvera 14' · Fredes 18' · Cabrera 27' · Martínez 74' |           | Mora 11' · Rodríguez 47' | Árbitro(s): Wilson Seneme                   | Árbitro(s): Wilson Seneme |

| 29 de septiembre de 2010, 21:15 (UTC-3) | Banfield               | 2:0 (2:0) | Deportes Tolima | Estadio Florencio Sola, Banfield |                             |
|                                         | López 14' · Zelaya 23' |           |                 | Árbitro(s): Sálvio Fagundes      | Árbitro(s): Sálvio Fagundes |

| 12 de octubre de 2010, 20:30 (UTC-5) | Deportes Tolima                          | 3:0 (2:0) | Banfield | Estadio Manuel Murillo Toro, Ibagué |                             |
|                                      | Medina 11' · Marrugo 40' · Marangoni 74' |           |          | Árbitro(s): Roberto Silvera         | Árbitro(s): Roberto Silvera |

| 13 de octubre de 2010, 19:30 (UTC-3) | Goiás     | 1:0 (1:0) | Peñarol | Estadio Serra Dourada, Goiânia |                        |
|                                      | Moura 22' |           |         | Árbitro(s): Diego Abal         | Árbitro(s): Diego Abal |

| 20 de octubre de 2010, 19:30 (UTC-3) | Peñarol                                 | 3:2 (2:1) | Goiás                          | Estadio Centenario, Montevideo |                             |
|                                      | Corujo 38' · Sosa 43' · Martinuccio 85' |           | Moura 17' · Carlos Alberto 77' | Árbitro(s): Carlos Amarilla    | Árbitro(s): Carlos Amarilla |

| 13 de octubre de 2010, 20:00 (UTC-5) | Emelec                           | 2:1 (0:0) | Avaí           | Estadio George Capwell, Guayaquil |                               |
|                                      | Eltinho 65' (a.g.) · Rojas 90+3' |           | Marcelinho 71' | Árbitro(s): Francisco Peñuela     | Árbitro(s): Francisco Peñuela |

| 21 de octubre de 2010, 20:15 (UTC-2) | Avaí                                    | 3:1 (0:1) | Emelec   | Estadio da Ressacada, Florianópolis |                            |
|                                      | Roberto 47' · Eltinho 50' · Emerson 53' |           | Rojas 1' | Árbitro(s): Patricio Polic          | Árbitro(s): Patricio Polic |

### Cuartos de final
| 2 de noviembre de 2010, 21:15 (UTC-3) | Newell's Old Boys | 0:0 | Liga de Quito | Estadio Marcelo Bielsa, Rosario |  |
|                                       |                   |     |               | Árbitro(s): Darío Ubríaco       |  |

| 10 de noviembre de 2010, 21:15 (UTC-5) | Liga de Quito | 1:0 (0:0) | Newell's Old Boys | Estadio Casa Blanca, Quito |                        |
|                                        | Calderón 80'  |           |                   | Árbitro(s): Óscar Ruiz     | Árbitro(s): Óscar Ruiz |

| 27 de octubre de 2010, 19:45 (UTC-2) | Atlético Mineiro | 1:1 (0:0) | Palmeiras  | Arena do Jacaré, Sete Lagoas         |                                      |
|                                      | Obina 75' (pen.) |           | Kléber 55' | Árbitro(s): Marcelo de Lima Henrique | Árbitro(s): Marcelo de Lima Henrique |

| 10 de noviembre de 2010, 22:00 (UTC-2) | Palmeiras               | 2:0 (1:0) | Atlético Mineiro | Estadio Pacaembú, São Paulo |                            |
|                                        | Assunção 27' · Luan 79' |           |                  | Árbitro(s): Leandro Vuaden  | Árbitro(s): Leandro Vuaden |

| 3 de noviembre de 2010, 19:15 (UTC-5) | Deportes Tolima            | 2:2 (1:1) | Independiente                      | Estadio Manuel Murillo Toro, Ibagué |                          |
|                                       | Medina 40' · Marangoni 73' |           | Silvera 30' (pen.) · Velázquez 77' | Árbitro(s): Carlos Simon            | Árbitro(s): Carlos Simon |

| 11 de noviembre de 2010, 21:30 (UTC-3) | Independiente | 0:0 | Deportes Tolima | Estadio Presidente Perón, Avellaneda |  |
|                                        |               |     |                 | Árbitro(s): Carlos Amarilla          |  |

| 27 de octubre de 2010, 22:00 (UTC-2) | Goiás            | 2:2 (1:0) | Avaí                             | Estadio Serra Dourada, Goiânia |                           |
|                                      | Moura 28', 90+3' |           | Davi 52' (pen.) · Marcelinho 70' | Árbitro(s): Wilson Seneme      | Árbitro(s): Wilson Seneme |

| 11 de noviembre de 2010, 20:00 (UTC-2) | Avaí | 0:1 (0:1) | Goiás     | Estadio de la Ressacada, Florianópolis |                         |
|                                        |      |           | Moura 45' | Árbitro(s): Héber Lopes                | Árbitro(s): Héber Lopes |

### Semifinales
| 18 de noviembre de 2010, 19:30 (UTC-5) | Liga de Quito                            | 3:2 (1:0) | Independiente             | Estadio Casa Blanca, Quito  |                             |
|                                        | Salgueiro 44' · Bolaños 49' · Reasco 57' |           | Silvera 58' · Mareque 64' | Árbitro(s): Roberto Silvera | Árbitro(s): Roberto Silvera |

| 25 de noviembre de 2010, 21:30 (UTC-3) | Independiente          | 2:1 (1:1) | Liga de Quito | Estadio Libertadores de América, Avellaneda |                           |
|                                        | Parra 26' · Fredes 46' |           | Salgueiro 45' | Árbitro(s): Enrique Osses                   | Árbitro(s): Enrique Osses |

| 17 de noviembre de 2010, 21:50 (UTC-2) | Goiás | 0:1 (0:0) | Palmeiras    | Estadio Serra Dourada, Goiânia |                           |
|                                        |       |           | Assunção 48' | Árbitro(s): Evandro Roman      | Árbitro(s): Evandro Roman |

| 24 de noviembre de 2010, 21:50 (UTC-2) | Palmeiras | 1:2 (1:1) | Goiás                              | Estadio Pacaembú, São Paulo |                         |
|                                        | Luan 34'  |           | Carlos Alberto 45+2' · Ernando 82' | Árbitro(s): Héber Lopes     | Árbitro(s): Héber Lopes |

### Final

#### Ida
| 1 de diciembre de 2010, 22:00 (UTC-2) | Goiás                | 2:0 (2:0) | Independiente | Estadio Serra Dourada, Goiânia                            |                                                           |
|                                       | Moura 14' · Neto 21' |           |               | Asistencia: 35 525 espectadores Árbitro(s): Carlos Torres | Asistencia: 35 525 espectadores Árbitro(s): Carlos Torres |

| 1          | POR        | Harlei          |     |
| 20         | DEF        | Douglas         |     |
| 4          | DEF        | Ernando         |     |
| 3          | DEF        | Rafael Tolói    |     |
| 19         | DEF        | Marcão          |     |
| 6          | DEF        | Wellington Saci |     |
| 8          | MED        | Amaral          |     |
| 2          | MED        | Carlos Alberto  |     |
| 17         | MED        | Marcelo Costa   | 88' |
| 9          | DEL        | Rafael Moura    |     |
| 22         | DEL        | Otacílio Neto   | 70' |
| Entrenador | Entrenador | Arthur Neto     |     |

| 1          | POR        | Hilario Navarro  |     |
| 2          | DEF        | Julián Velázquez |     |
| 6          | DEF        | Eduardo Tuzzio   |     |
| 24         | DEF        | Leonel Galeano   |     |
| 3          | MED        | Lucas Mareque    |     |
| 5          | MED        | Roberto Battión  |     |
| 8          | MED        | Hernán Fredes    | 88' |
| 16         | MED        | Nicolás Cabrera  | 80' |
| 15         | MED        | Fernando Godoy   | 46' |
| 17         | DEL        | Facundo Parra    |     |
| 11         | DEL        | Andrés Silvera   |     |
| Entrenador | Entrenador | Antonio Mohamed  |     |

| 7  | DEL | Éverton Santos | 70' |
| 11 | DEL | Felipe         | 88' |

| 4  | DEF | Maximiliano Velázquez | 88' |
| 10 | MED | Patricio Rodríguez    | 46' |
| 25 | DEF | Carlos Matheu         | 80' |

| Anotado | 14' | Rafael Moura  | 1:0 |
| Anotado | 21' | Otacílio Neto | 2:0 |

|  |  |  |  |

| Amonestado | 44' | Otacílio Neto  |
| Amonestado | 58' | Carlos Alberto |

| Amonestado | 11' | Julián Velázquez |
| Amonestado | 12' | Leonel Galeano   |

|  |  |  |

| Expulsado | 58' | Andrés Silvera |

| Árbitro             | Carlos Torres  |
| Árbitros asistentes | Nicolás Yegros |
| Árbitros asistentes | Rodney Aquino  |
| Cuarto árbitro      | Antonio Arias  |

| 1          | POR        | Harlei          |     |
| 20         | DEF        | Douglas         |     |
| 4          | DEF        | Ernando         |     |
| 3          | DEF        | Rafael Tolói    |     |
| 19         | DEF        | Marcão          |     |
| 6          | DEF        | Wellington Saci |     |
| 8          | MED        | Amaral          |     |
| 2          | MED        | Carlos Alberto  |     |
| 17         | MED        | Marcelo Costa   | 88' |
| 9          | DEL        | Rafael Moura    |     |
| 22         | DEL        | Otacílio Neto   | 70' |
| Entrenador | Entrenador | Arthur Neto     |     |

| 1          | POR        | Hilario Navarro  |     |
| 2          | DEF        | Julián Velázquez |     |
| 6          | DEF        | Eduardo Tuzzio   |     |
| 24         | DEF        | Leonel Galeano   |     |
| 3          | MED        | Lucas Mareque    |     |
| 5          | MED        | Roberto Battión  |     |
| 8          | MED        | Hernán Fredes    | 88' |
| 16         | MED        | Nicolás Cabrera  | 80' |
| 15         | MED        | Fernando Godoy   | 46' |
| 17         | DEL        | Facundo Parra    |     |
| 11         | DEL        | Andrés Silvera   |     |
| Entrenador | Entrenador | Antonio Mohamed  |     |

| 7  | DEL | Éverton Santos | 70' |
| 11 | DEL | Felipe         | 88' |

| 4  | DEF | Maximiliano Velázquez | 88' |
| 10 | MED | Patricio Rodríguez    | 46' |
| 25 | DEF | Carlos Matheu         | 80' |

| Anotado | 14' | Rafael Moura  | 1:0 |
| Anotado | 21' | Otacílio Neto | 2:0 |

|  |  |  |  |

| Amonestado | 44' | Otacílio Neto  |
| Amonestado | 58' | Carlos Alberto |

| Amonestado | 11' | Julián Velázquez |
| Amonestado | 12' | Leonel Galeano   |

|  |  |  |

| Expulsado | 58' | Andrés Silvera |

| Árbitro             | Carlos Torres  |
| Árbitros asistentes | Nicolás Yegros |
| Árbitros asistentes | Rodney Aquino  |
| Cuarto árbitro      | Antonio Arias  |

#### Vuelta
| 9 de diciembre de 2010, 21:00 (UTC-3) | Independiente                                    | 3:1 (3:1, 3:1) (t. s.)(5:3 p.) | Goiás                            | Estadio Libertadores de América, Avellaneda            |                                                        |
|                                       | J. Velázquez 19' · Parra 27', 34'                |                                | Moura 22'                        | Asistencia: 38 000 espectadores Árbitro(s): Óscar Ruiz | Asistencia: 38 000 espectadores Árbitro(s): Óscar Ruiz |
|                                       |                                                  | Tiros desde el punto penal     |                                  |                                                        |                                                        |
|                                       | M. Velázquez · Parra · Gracián · Matheu · Tuzzio |                                | Tolói · Éverton · Felipe · Moura |                                                        |                                                        |

| 1          | POR        | Hilario Navarro    |      |
| 6          | DEF        | Eduardo Tuzzio     |      |
| 25         | DEF        | Carlos Matheu      |      |
| 2          | DEF        | Julián Velázquez   |      |
| 3          | DEF        | Lucas Mareque      |      |
| 16         | MED        | Nicolás Cabrera    |      |
| 5          | MED        | Roberto Battión    |      |
| 8          | MED        | Hernán Fredes      | 107' |
| 10         | MED        | Patricio Rodríguez | 70'  |
| 18         | DEL        | Nicolás Martínez   | 64'  |
| 17         | DEL        | Facundo Parra      |      |
| Entrenador | Entrenador | Antonio Mohamed    |      |

| 1          | POR        | Harlei          |     |
| 20         | DEF        | Douglas         | 63' |
| 4          | DEF        | Ernando         |     |
| 3          | DEF        | Rafael Tolói    |     |
| 19         | DEF        | Marcão          |     |
| 6          | DEF        | Wellington Saci |     |
| 8          | MED        | Amaral          |     |
| 2          | MED        | Carlos Alberto  |     |
| 17         | MED        | Marcelo Costa   |     |
| 9          | DEL        | Rafael Moura    |     |
| 22         | DEL        | Otacílio Neto   | 75' |
| Entrenador | Entrenador | Arthur Neto     |     |

| 4  | DEF | Maximiliano Velázquez | 107' |
| 19 | MED | Leandro Gracián       | 70'  |
| 20 | DEL | Martín Gómez          | 64'  |

| 7  | DEL | Éverton Santos | 63' |
| 11 | DEL | Felipe         | 75' |

| Anotado | 19' | Julián Velázquez | 1:0 |
| Anotado | 27' | Facundo Parra    | 2:1 |
| Anotado | 34' | Facundo Parra    | 3:1 |

| Anotado | 22' | Rafael Moura | 1:1 |

| Maximiliano Velázquez | Acierto de penal | 1:0 |                       |                |
|                       |                  | 1:1 | Acierto de penal      | Rafael Tolói   |
| Facundo Parra         | Acierto de penal | 2:1 |                       |                |
|                       |                  | 2:2 | Acierto de penal      | Éverton Santos |
| Leandro Gracián       | Acierto de penal | 3:2 |                       |                |
|                       |                  | 3:2 | Fallo de penal (palo) | Felipe         |
| Carlos Matheu         | Acierto de penal | 4:2 |                       |                |
|                       |                  | 4:3 | Acierto de penal      | Rafael Moura   |
| Eduardo Tuzzio        | Acierto de penal | 5:3 |                       |                |

| Amonestado | 16'  | Eduarto Tuzzio   |
| Amonestado | 25'  | Carlos Matheu    |
| Amonestado | 43'  | Julián Velázquez |
| Amonestado | 114' | Hilario Navarro  |

| Amonestado | 11'   | Otacilio Neto |
| Amonestado | 114'  | Rafael Moura  |
| Amonestado | TDEPP | Rafael Tolói  |

| Árbitro             | Óscar Ruiz       |
| Árbitros asistentes | Abraham González |
| Árbitros asistentes | Humberto Clavijo |
| Cuarto árbitro      | Wilmar Roldán    |

| 1          | POR        | Hilario Navarro    |      |
| 6          | DEF        | Eduardo Tuzzio     |      |
| 25         | DEF        | Carlos Matheu      |      |
| 2          | DEF        | Julián Velázquez   |      |
| 3          | DEF        | Lucas Mareque      |      |
| 16         | MED        | Nicolás Cabrera    |      |
| 5          | MED        | Roberto Battión    |      |
| 8          | MED        | Hernán Fredes      | 107' |
| 10         | MED        | Patricio Rodríguez | 70'  |
| 18         | DEL        | Nicolás Martínez   | 64'  |
| 17         | DEL        | Facundo Parra      |      |
| Entrenador | Entrenador | Antonio Mohamed    |      |

| 1          | POR        | Harlei          |     |
| 20         | DEF        | Douglas         | 63' |
| 4          | DEF        | Ernando         |     |
| 3          | DEF        | Rafael Tolói    |     |
| 19         | DEF        | Marcão          |     |
| 6          | DEF        | Wellington Saci |     |
| 8          | MED        | Amaral          |     |
| 2          | MED        | Carlos Alberto  |     |
| 17         | MED        | Marcelo Costa   |     |
| 9          | DEL        | Rafael Moura    |     |
| 22         | DEL        | Otacílio Neto   | 75' |
| Entrenador | Entrenador | Arthur Neto     |     |

| 4  | DEF | Maximiliano Velázquez | 107' |
| 19 | MED | Leandro Gracián       | 70'  |
| 20 | DEL | Martín Gómez          | 64'  |

| 7  | DEL | Éverton Santos | 63' |
| 11 | DEL | Felipe         | 75' |

| Anotado | 19' | Julián Velázquez | 1:0 |
| Anotado | 27' | Facundo Parra    | 2:1 |
| Anotado | 34' | Facundo Parra    | 3:1 |

| Anotado | 22' | Rafael Moura | 1:1 |

| Maximiliano Velázquez | Acierto de penal | 1:0 |                       |                |
|                       |                  | 1:1 | Acierto de penal      | Rafael Tolói   |
| Facundo Parra         | Acierto de penal | 2:1 |                       |                |
|                       |                  | 2:2 | Acierto de penal      | Éverton Santos |
| Leandro Gracián       | Acierto de penal | 3:2 |                       |                |
|                       |                  | 3:2 | Fallo de penal (palo) | Felipe         |
| Carlos Matheu         | Acierto de penal | 4:2 |                       |                |
|                       |                  | 4:3 | Acierto de penal      | Rafael Moura   |
| Eduardo Tuzzio        | Acierto de penal | 5:3 |                       |                |

| Amonestado | 16'  | Eduarto Tuzzio   |
| Amonestado | 25'  | Carlos Matheu    |
| Amonestado | 43'  | Julián Velázquez |
| Amonestado | 114' | Hilario Navarro  |

| Amonestado | 11'   | Otacilio Neto |
| Amonestado | 114'  | Rafael Moura  |
| Amonestado | TDEPP | Rafael Tolói  |

| Árbitro             | Óscar Ruiz       |
| Árbitros asistentes | Abraham González |
| Árbitros asistentes | Humberto Clavijo |
| Cuarto árbitro      | Wilmar Roldán    |

|                                   |
| Bandera de Argentina              |
| Campeón Independiente 1.er título |

## Estadísticas

### Goleadores
| Jugador               | Club                   | Goles |
| --------------------- | ---------------------- | ----- |
| Rafael Moura          | Goiás                  | 8     |
| Rodrigo Mora          | Defensor Sporting      | 6     |
| Marcos Assunção       | Palmeiras              | 4     |
| Roberto Galindo       | Universitario de Sucre | 4     |
| Ángel Vildozo         | Unión San Felipe       | 4     |
| Hernán Barcos         | Liga de Quito          | 3     |
| Mauro Formica         | Newell's Old Boys      | 3     |
| Luan                  | Palmeiras              | 3     |
| Wilder Medina         | Deportes Tolima        | 3     |
| Obina                 | Atlético Mineiro       | 3     |
| Facundo Parra         | Independiente          | 3     |
| Joao Rojas            | Emelec                 | 3     |
| Juan Manuel Salgueiro | Liga de Quito          | 3     |
| Andrés Silvera        | Independiente          | 3     |